# Jean-Baptiste Espagne
Jean-Baptiste Espagne est un homme politique français né le 19 février 1795 à Reims (Marne) et décédé le 16 octobre 1855 à Mey (Moselle).
Fils du général Jean Louis Brigitte Espagne, il est officier. Il démissionne en 1815 pour ne pas servir les Bourbons et exploite ses domaines agricoles. Il est député de la Moselle de 1848 à 1849, siégeant avec les républicains modérés.

## Sources
- « Jean-Baptiste Espagne », dans Adolphe Robert et Gaston Cougny, Dictionnaire des parlementaires français, Edgar Bourloton, 1889-1891 [détail de l’édition]